# Chatel-Chéhéry

Chatel-Chéhéry este o comună în departamentul Ardennes din nordul Franței. În 1 ianuarie 2022 avea o populație de 129 de locuitori.